# Berkenthin
Berkenthin település Németországban, Schleswig-Holstein tartományban. Lakosainak száma 2214 fő (2023. december 31.).

## Népesség
A település népességének változása:
| Lakosok száma | 1156 | 2049 | 2102 | 2094 | 2132 | 2212 | 2214 |
|               | 1975 | 2010 | 2017 | 2019 | 2021 | 2022 | 2023 |